# Jacob Beeckman
Jacob Beeckman (Middelburg, 5 november 1590 - Rotterdam, 27 augustus 1629) was een Nederlands hebraïcus en leraar. Hij was van 1619 tot zijn dood rector van de Latijnse School in Rotterdam, die onder zijn leiding tot bloei kwam. Ook wel bekend als Erasmiaans Gymnasium.

## Biografie
Beeckman studeerde letteren aan de Universiteit van Leiden en oosterse talen bij Johannes van den Driesche (Johannes Drusius) aan de Universiteit van Franeker. Beeckmann stond bekend om zijn kennis van het Hebreeuws. Hij was eerst rector van de Latijnse school in Veere en vanaf 1619 rector van de Erasmus Latijnse School in Rotterdam die hij tot grote bloei bracht. 
Beeckman was de broer van de bekendere natuurkundige en filosoof Isaac Beeckman. Na zijn vroegtijdig overlijden in 1629 werd Isaac voogd van de kinderen van Jacob Beeckman en zijn tweede vrouw Janneken van Ryckeghem. Een van deze kinderen was Samuel Beeckman, die getrouwd was met een dochter van admiraal Witte de With en later bewindhebber werd van de West-Indische Compagnie.